# Wendel (Fußballspieler, 1997)
Wendel (* 28. August 1997 in Duque de Caxias; voller Name Marcus Wendel Valle da Silva) ist ein brasilianischer Fußballspieler. Der zentrale Mittelfeldspieler steht beim russischen Klub Zenit St. Petersburg in der Premjer Liga unter Vertrag.

## Karriere

### Vereine
Wendel startete seine Karriere in der Jugend von EC Tigres do Brasil. 2015 wechselte er zu Fluminense Rio de Janeiro, wo er im Jahr 2017 nach guten Leistungen in der U20 in die erste Mannschaft befördert wurde. Hier wurde er zu einem festen Bestandteil der Startelf.
Er unterzeichnete im Januar 2018 einen Vertrag bei Sporting Lissabon für eine Ablöse von 7,5 Millionen Euro, gültig bis 2023, mit einer Ausstiegsklausel in Höhe von 60 Millionen Euro, wobei Fluminense 10 % des Geldes erhalten würde. Er gab sein Ligadebüt für Sporting am 3. Dezember 2018 bei einem 3:1-Auswärtssieg gegen Rio Ave FC. Wendel hatte anfangs Schwierigkeiten, sich an das Tempo und die Taktik des europäischen Fußballs anzupassen, was zu einer geringen Spielzeit in der ersten Hälfte der Saison führte. Mit fortschreitender Zeit wurde er allerdings zu einem wichtigen Bestandteil des Teams.
Im Oktober 2020 wechselte Wendel nach Russland zu Zenit St. Petersburg.

### Nationalmannschaft
Wendel gab am 2. Juni 2019 sein Debüt in der U23-Nationalmannschaft Brasiliens bei einem Freundschaftsspiel gegen Guatemala. Beim 4:0-Sieg erzielte er den dritten Treffer.

## Erfolge
Sporting Lissabon
- Taça de Portugal: 2018/19
- Taça da Liga: 2017/18, 2018/19

U23-Nationalmannschaft
- Turnier von Toulon: 2019